# IWL Troll
TR Troll 1 – skuter produkcji NRD, klasy 150 cm³, produkowany w latach 1963–1964 przez VEB Industriewerke Ludwigsfelde (IWL) w Ludwigsfelde. Stanowił zwieńczenie rozwoju skuterów IWL i ostatni skuter tych zakładów. 

## Historia
Skuter Troll był następcą skutera SR 59 Berlin. Oprócz unowocześnienia stylistyki, w której pojawiło się więcej prostych linii i ostrych kształtów, zasadniczo zmieniono konstrukcję i zwiększono moc silnika, o tej samej pojemności 143 cm³. Polepszeniu uległy osiągi i komfort jazdy. Zamiast ramy rurowej zastosowano spawaną z profili stalowych. W konstrukcji zastosowano daleko idącą unifikację z motocyklami MZ ES 125/150, z którymi nowy skuter dzielił m.in. silnik, asymetryczny reflektor oraz przednie i tylne zawieszenie na wahaczach, o dużym skoku jak na skuter (przód: 130 mm, tył: 100 mm). Silnik rozwijał moc 9,5 KM, co stawiało Trolla w rzędzie najmocniejszych skuterów tego czasu (według artykułu w „Za Rulom”, był to najmocniejszy ze znanych skuterów tej klasy w tym czasie). Prędkość maksymalna wynosiła 90 km/h. Skrót TR oznaczał Tourenroller – skuter turystyczny (czego akronimem była także nazwa skutera), w odróżnieniu od poprzednich modeli oznaczanych SR (Stadtroller – skuter miejski). 
Produkcję Trolla uruchomiono w styczniu 1963. Skuter eksportowano także na niektóre rynki pod nazwą Berlin S, aby uniknąć negatywnych konotacji nazwy troll. Produkcja trwała tylko dwa lata, gdyż w 1964 roku państwowe zakłady IWL, w ramach centralnie planowanej gospodarki, zaprzestały produkcji jednośladów i przestawiły się na wytwarzanie ciężarówek. Tym samym, zakończono wytwarzanie w NRD skuterów o większej pojemności. Do grudnia 1964 wyprodukowano 56.513 skuterów Troll. Cena wynosiła wówczas 2550 marek NRD.
Jako wyposażenie dodatkowe można było dokupić jednokołową przyczepkę IWL Campi (mocowaną do zaczepu koła zapasowego, leżącego poziomo za kanapą) lub szybę przednią.

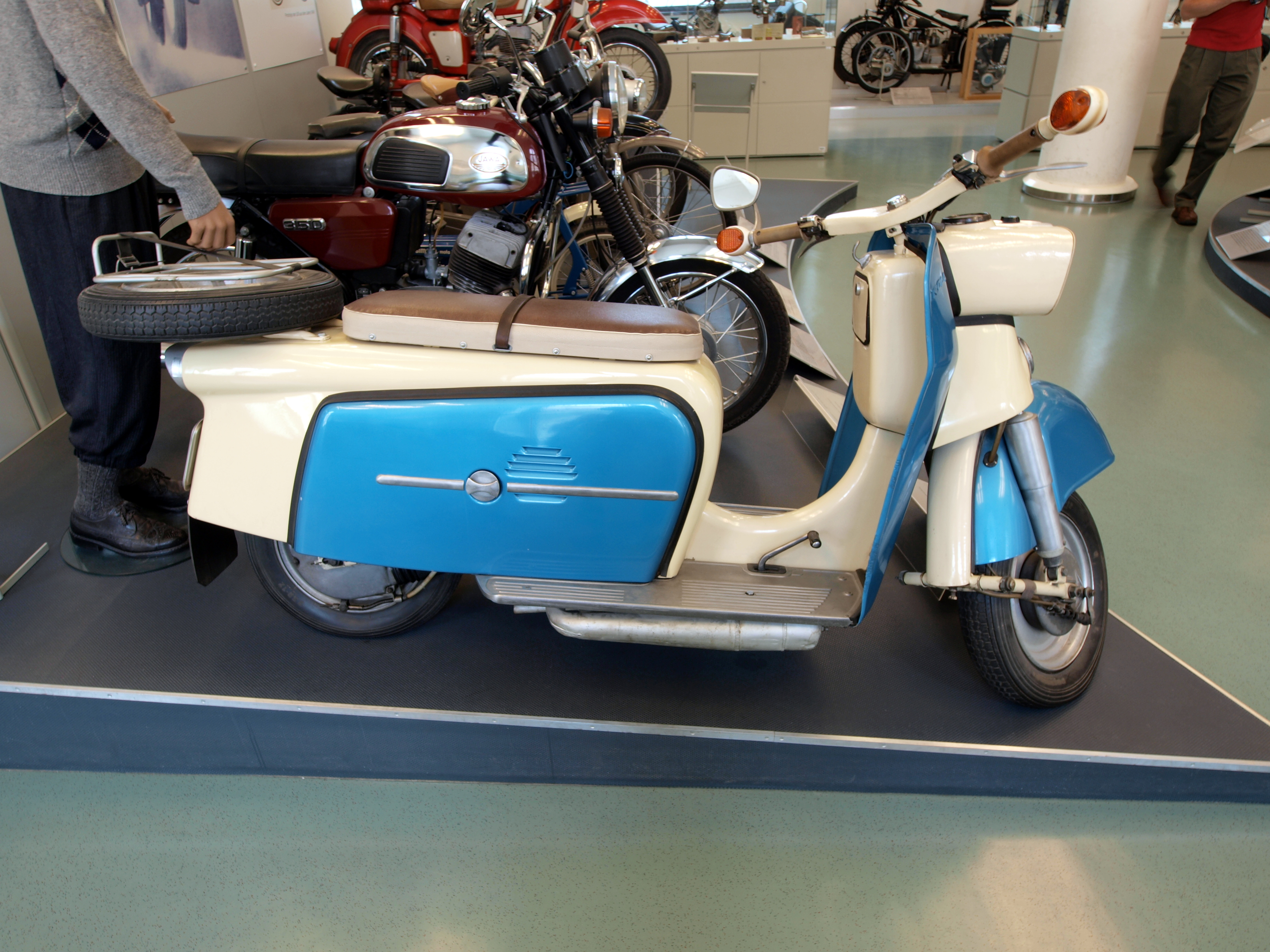
Troll 1 z prawej strony
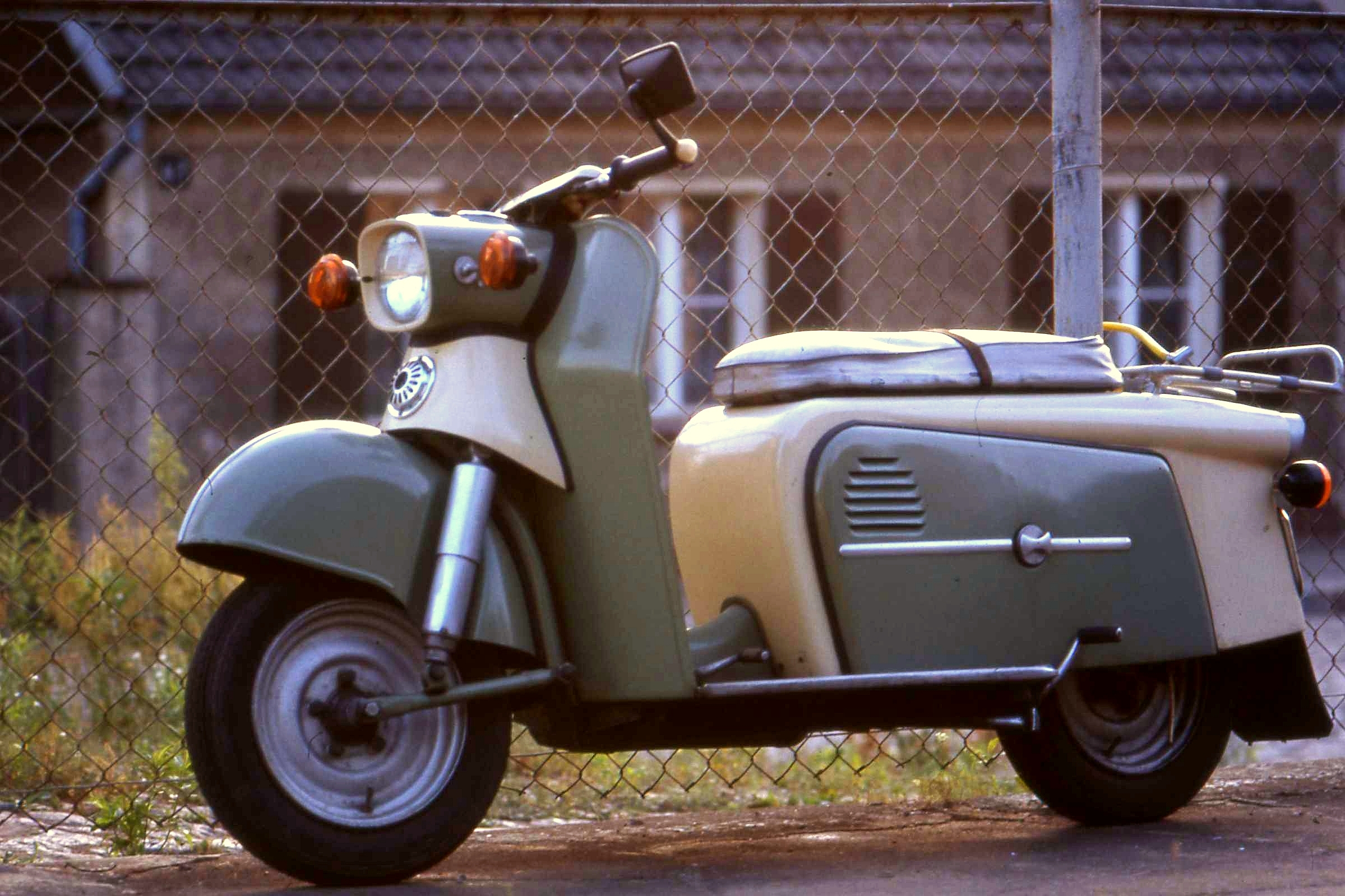
Troll 1 z lewej strony (kierunkowskazy nieoryginalne)